# Carpathonesticus ljovuschkini
Carpathonesticus ljovuschkini är en spindelart som först beskrevs av Pichka 1965.  Carpathonesticus ljovuschkini ingår i släktet Carpathonesticus och familjen grottspindlar. Inga underarter finns listade.